# Archéparchie de Hajdúdorog
L'Éparchie de Hajdúdorog (en latin : eparchia Haidudoroghensis ; en hongrois : Hajdúdorogi egyházmegye) est une Église particulière de l'Église grecque-catholique hongroise. Son siège est à Debrecen en Hongrie. Son titulaire actuel est Mgr Fülöp Kocsis.

## Histoire
L'archéparchie est érigée le 8 juin 1912 par la bulle Christifideles graeci du pape Pie X pour les chrétiens de rite byzantin célébrant en langue hongroise. Elle est la première juridiction autonome grecque-catholique hongroise. Elle est la concrétisation des revendications du « mouvement de Hajdúdorog » (Hajdúdorogi mozgalom), parmi lesquelles figurait la mise en place d'une église pour les magyarophones, indépendante des églises ruthène et roumaine, dans lesquelles la liturgie était célébrée respectivement en slavon et en roumain. 
Le pape, en érigeant l'éparchie, limite cependant l'usage du Hongrois aux fonctions non-liturgiques, imposant le Grec comme langue propre de la liturgie. Un délai de trois ans est accordé pour se conformer à ces dispositions. Et en raison de la première Guerre mondiale, ce délai est prorogé sine die de sorte que le Hongrois est resté la langue liturgique de l'éparchie.
À l'issue de la guerre, le traité de Trianon dessine les nouvelles frontières de la Hongrie et l'éparchie perd, le 9 avril 1934, 67 paroisses passées en territoire roumain.
Le territoire de l’Éparchie correspond alors à celui de l'archidiocèse d'Eger auquel s'ajoute Budapest. Le 17 juillet 1980, sa juridiction est étendue à l'ensemble de la Hongrie, hors territoire de l'exarchat apostolique de Miskolc.
Le 20 mars 2015, François la scinde en deux pour donner naissance l'Éparchie de Nyíregyháza. Le même jour, il crée l'éparchie de Miskolc à partir de l'exarchat apostolique et érige l'éparchie de Hajdúdorog en éparchie métropolitaine ayant pour suffragantes les éparchies de Miskolc et de Nyíregyháza. 
Si le siège apostolique se trouve bien à Hajdúdorog, la résidence de l'évêque est à Debrecen. 

## Cathédrale
La cathédrale de Hajdúdorog (en) (en hongrois : Hajdúdorogi Istenszülő Bevezetése a Templomba Székesegyház), dédiée à la Présentation de Marie au Temple, est la cathédrale de l'éparchie.
Le principal lieu de pèlerinage des grecs-catholiques hongrois se situe à Máriapócs.

## Éparques
- 1913-1937 : Stefano Miklósy
- 1939-1972 : Miklós Dudás
- 1975-1988 : Imre Timkó
- 1988-2007 : Szilárd Keresztes
- depuis 2008 : Peter Fülöp Kocsis